# Козлівка (річка)
Козлівка — річка  в Україні, у Погребищенському  районі Вінницької області. Права притока  Росі (басейн Дніпра).

## Опис
Довжина річки 6 км. Площа басейну - 14,3 км². 

## Розташування
Бере  початок на південному сході  від с. Педоси. Тече переважно на північний захід через Погребище Перше і у Погребищах впадає у річку Рось, праву притоку Дніпра за 325 км від її гирла.